# Hundeshagen
Hundeshagen – dzielnica miasta Leinefelde-Worbis w Niemczech, w kraju związkowym Turyngia, w powiecie Eichsfeld. Do 5 lipca 2018 jako samodzielna gmina wchodziła w skład wspólnoty administracyjnej Lindenberg/Eichsfeld.